# Biserica unitariană din Săndulești
Biserica Unitariană din satul Săndulești (nr. casă: 202) datează din anul 1796 și este înscrisă pe lista monumentelor istorice din județul Cluj elaborată de Ministerul Culturii și Patrimoniului Național din România în anul 2015 (cod LMI CJ-II-a-B-07752).

## Monument
In curtea bisericii a fost dezvelit la data de 10.09.2011 un monument pentru cei 43 militari maghiari (honvezi) morți in luptele din septembrie 1944 la Săndulești și în împrejurimi. Honvezii erau militari proveniti din diferite regiuni ale Ungariei.

## Galerie de imagini

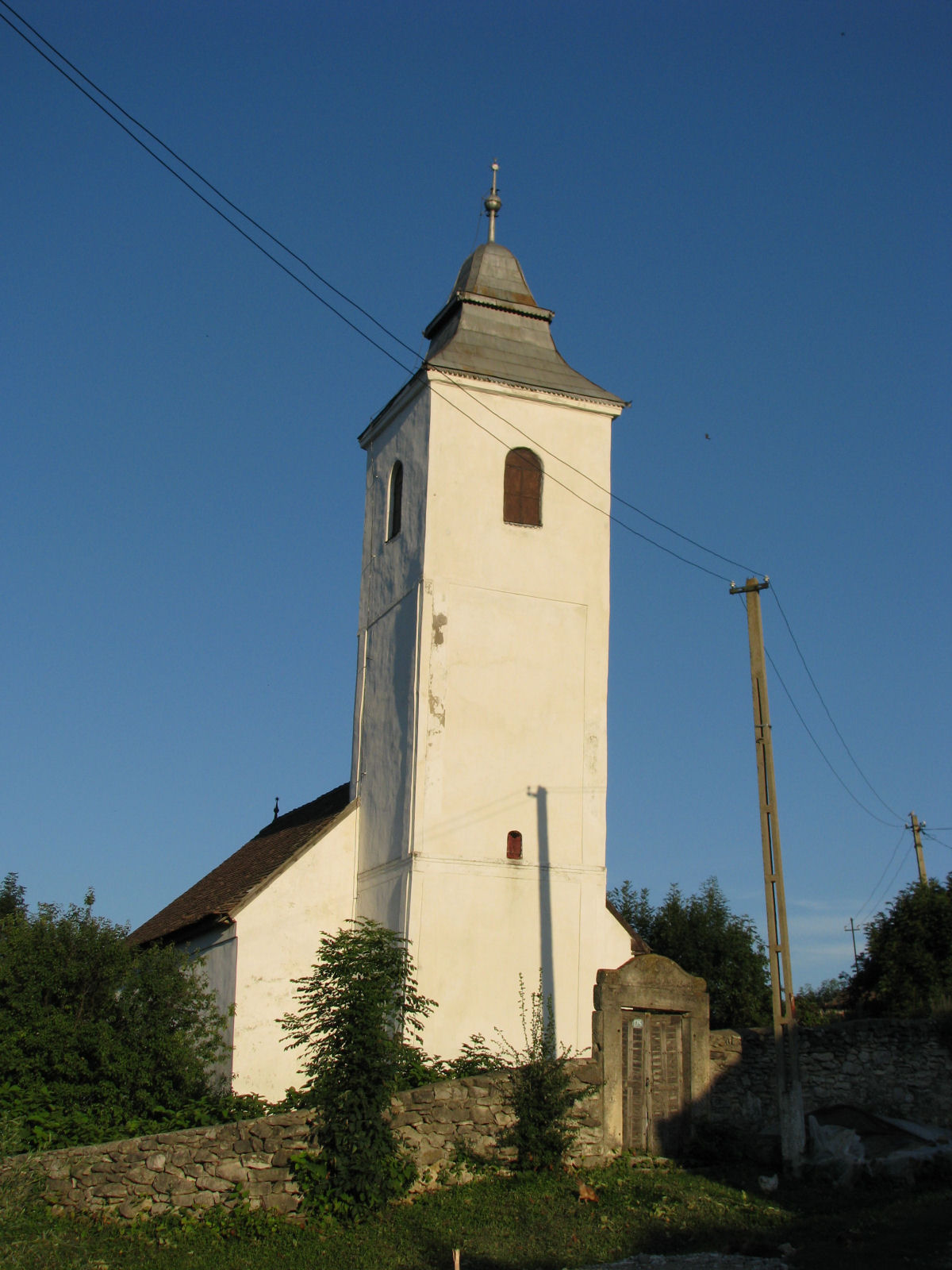
Biserica Unitariană
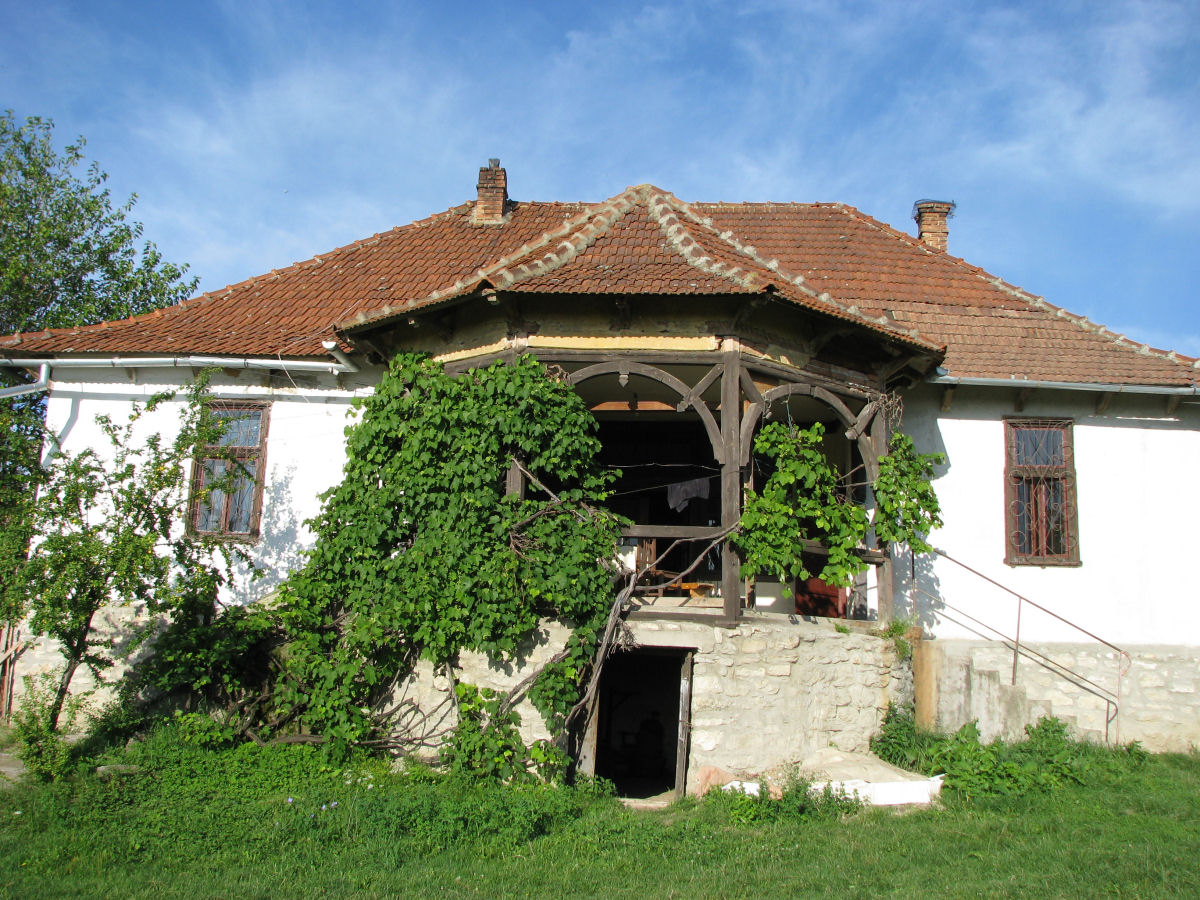
Parohia Bisericii Unitariene
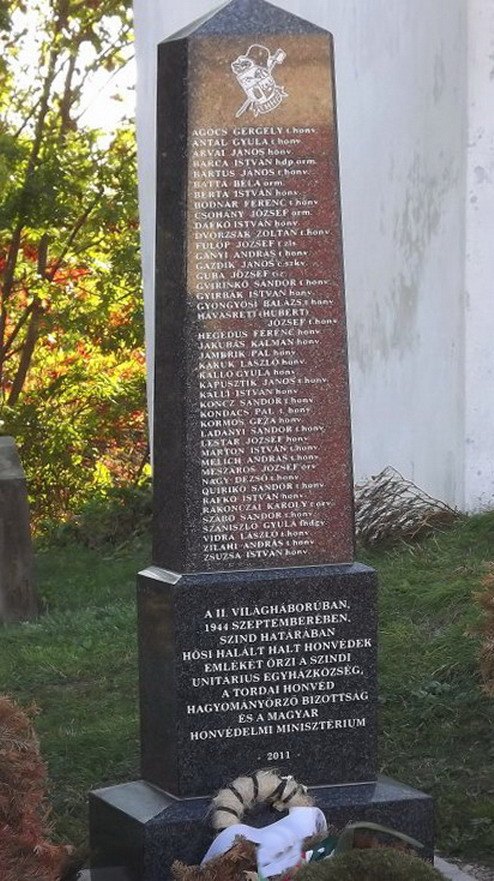
Monumentul Honvezilor din curtea Bisericii Unitariene

## Diverse
Cimitirul unitarian (coordonate: 46.575889, 23.726355, la sud de sat, nu departe de „Tăul Mare“) este în prezent abandonat. Aici este înmormântat Bors Mihály, personalitate locală. În anul 1922 el a fost ales superintendent al Bisericii Unitariene în fostul comitat Turda-Arieș "Aranyostorda".